# Fritz Endres

Fritz Endres

Fritz Endres (* 15. Oktober 1877 in Ebenhausen, Unterfranken; † 2. Mai 1963 in München) war ein deutscher Politiker (SPD).

## Leben und Wirken
Nach dem Besuch der Volksschule in Würzburg in den Jahren 1884 bis 1891 durchlief Endres bis 1894 eine Kupferschmiedelehre in Würzburg. Danach arbeitete er unter anderem zehn Jahre lang als Kupferschmied in der Eisenbahn-Betriebswerkstätte in Würzburg. 1900 heiratete er.
Nachdem Endres bereits um 1895 in die Sozialdemokratische Partei Deutschlands (SPD) eingetreten war, amtierte er in den Jahren 1908 bis 1927 als Sekretär des SPD-Bezirks Franken. Von Februar 1911 bis Oktober 1918 war er zudem Arbeitersekretär des Kartells der freien Gewerkschaften in Würzburg. Anschließend übernahm er die Stelle des Geschäftsführers der Verwaltungsstelle Würzburg des Deutschen Metallarbeiterverbandes. Später war er Mitglied im Einheitsverband der Eisenbahner Deutschlands (EdED), für den er mehrere Funktionen übernahm. Seit 1911 war Endres außerdem Mitglied des Gemeindekollegiums und des Armenrates der Stadt Würzburg.
In den Jahren 1912 bis 1918 und von 1920 bis 1933 saß Endres als Abgeordneter in der bayerischen Abgeordnetenkammer.
Von 1914 bis 1918 war er Soldat im Ersten Weltkrieg.
Nach dem, auch von Endres gegen die offizielle Linie der bayerischen Sozialdemokratie am 2. November 1918 in Würzburg bei einer Volksversammlung im Huttenschen Garten geforderten, Zusammenbruch der Monarchie in Deutschland am 7. November 1918 übernahm Endres, nachdem er aus München zurückgekehrt war, den Vorsitz des maßgeblich von der Mehrheitssozialdemokratie (MSPD) getragenen Arbeiter- und Soldatenrates von Würzburg. Am 15. Dezember 1918 wurde er von der Regierung Eisner als Vertreter der provisorischen bayerischen Regierung zum Generalkommando des II. Armeekorps in Würzburg entsandt. Anschließend war er von Januar 1919 bis Juni 1920 Abgeordneter für den Wahlkreis 26 (Franken) in der Weimarer Nationalversammlung.
Im März 1919 wurde Endres vom bayerischen Rätekongress zum Justizminister ernannt. Im Mai desselben Jahres wechselte er ins Innenministerium, das er bis zum März 1920 führte. Danach beschränkte er sich auf seine Tätigkeit als Landtagsabgeordneter sowie als Funktionär seiner Partei in Franken.
Endres war ferner Vorsitzender des sozialdemokratischen Vereins- und Gewerkschaftskartells in Würzburg und Vorstandsmitglied der Allgemeinen Ortskrankenkasse Würzburg Stadt sowie des Konsumvereins Würzburg. Publizistisch tat er sich als Autor verschiedener Abhandlungen über Themen der Sozialversicherung und des Arbeiterrechts, der Kriegsbeschädigten und der Hinterbliebenenfürsorge hervor.
Nach der Machtergreifung durch die Nationalsozialisten stand Endres als potentieller politischer Gegner unter Beobachtung der NS-Sicherheitsbehörden. Vom 30. Juni 1933 bis circa August gleichen Jahres und vom 23. August bis 2. September 1944 (Aktion Gewitter) wurde Endres von den Nationalsozialisten in „Schutzhaft“ genommen und im Konzentrationslager Dachau gefangen gehalten.
Endres fand seine letzte Ruhestätte auf dem Sendlinger Friedhof.

## Ehrungen, Auszeichnungen
- Am 15. Dezember 1959 wurde ihm der Bayerische Verdienstorden verliehen.
- In München ist die Fritz-Endres-Straße nach ihm benannt.[3]